# Котлево
Котлево — село в Конышёвском районе Курской области России. Входит в состав Захарковского сельсовета.

## География
Село находится на реке Котлевка (приток реки Вабля в бассейне Сейма), в 67 км от российско-украинской границы, в 57 км к северо-западу от Курска, в 7,5 км к северо-востоку от районного центра — посёлка городского типа Конышёвка, в 8 км от центра сельсовета — села Захарково.
Климат
Котлево, как и весь район, расположено в поясе умеренно континентального климата с тёплым летом и относительно тёплой зимой (Dfb в классификации Кёппена).
| Показатель                                                                       | Янв. | Фев. | Март | Апр. | Май  | Июнь | Июль | Авг. | Сен. | Окт. | Нояб. | Дек. | Год  |
| -------------------------------------------------------------------------------- | ---- | ---- | ---- | ---- | ---- | ---- | ---- | ---- | ---- | ---- | ----- | ---- | ---- |
| Средний суточный максимум, °C                                                    | −4,1 | −3,2 | 2,6  | 12,7 | 19   | 22,3 | 24,9 | 24,1 | 17,9 | 10,3 | 3,3   | −1,2 | 10,7 |
| Средняя температура, °C                                                          | −6,1 | −5,7 | −0,9 | 7,9  | 14,4 | 18   | 20,6 | 19,6 | 13,7 | 7,1  | 1,1   | −3,1 | 7,2  |
| Средний суточный минимум, °C                                                     | −8,6 | −8,7 | −5   | 2,5  | 8,8  | 12,7 | 15,6 | 14,5 | 9,5  | 3,8  | −1,1  | −5,3 | 3,2  |
| Норма осадков, мм                                                                | 51   | 45   | 47   | 51   | 62   | 72   | 78   | 56   | 59   | 58   | 48    | 50   | 677  |
| Источник: Погода по месяцам c ru.climate-data.org(дата обращения: Сентябрь 2021) |      |      |      |      |      |      |      |      |      |      |       |      |      |

Часовой пояс
Село Котлево, как и вся Курская область, находится в часовой зоне МСК (московское время). Смещение применяемого времени относительно UTC составляет +3:00.

## Население
| 2002 | 2010 |
| ---- | ---- |
| 124  | ↘62  |

## Инфраструктура
Личное подсобное хозяйство. В селе 121 дом.

## Транспорт
Котлево находится в 62 км от автодороги федерального значения М3 «Украина» (Москва — Калуга — Брянск — граница с Украиной), в 37 км от автодороги М2 «Крым» (Москва — Тула — Орёл — Курск — Белгород — граница с Украиной, с подъездами к Туле, Орлу, Курску, Белгороду и историко-архитектурному комплексу «Одинцово»), в 39,5 км от автодороги А142 (Тросна — М-3 «Украина»), в 23 км от автодороги регионального значения 38К-038 (Фатеж — Дмитриев), в 4,5 км от автодороги 38К-005 (Конышёвка — Жигаево — 38К-038), на автодорогe межмуниципального значения 38Н-136 (38К-005 — Малое Городьково — Большое Городьково), в 5,5 км от ближайшего ж/д остановочного пункта 552 км (линия Навля — Льгов I).
В 159 км от аэропорта имени В. Г. Шухова (недалеко от Белгорода).